# Ternura (libro)
Ternura es el segundo poemario de Gabriela Mistral, poeta chilena y Nobel de Literatura. Publicado por primera vez en Madrid, por la editorial Saturnino Calleja en 1924, fue dedicado a su madre y a su media hermana Emelina, pilares fundamentales de su vida y fuente de inspiración directa de algunos de sus versos.
Ternura fue una constante preocupación de la obra creadora de Mistral. Ya en 1915 la autora anunciaba con entusiasmo la publicación, para ese mismo año, de un volumen de versos escolares. No obstante a fines de 1916 la poeta declaraba: «Como cantidad, hay material para más de un volumen; como calidad, creo que no la hay.»
Fue finalmente 1924 el año en que este libro de poesía escolar fue publicado con el nombre de Ternura: Canciones de niños, remarcando el subtítulo el carácter y la intencionalidad de “Rondas”, “Canciones de la tierra”, “Estaciones”, “Religiosas” y “Canciones de cuna”, las secciones que dividían la primera edición. Ternura dejó huella a lo largo de toda la obra de la autora, todos sus libros fundamentales, desde Desolación a Lagar, de Tala al Poema de Chile, contaron con poemas originados en este libro.
Más de 20 años después de su primera edición, y en un afán de rehacer y reordenar sus canciones, jugarretas y cuenta-mundo, Gabriela Mistral decidió reorganizar Ternura, añadiendo nuevas secciones a la edición original, proyectadas desde y para un sujeto-lector más amplio y total. Fue así como en 1945 se publicó en Buenos Aires la segunda edición de Ternura, por la Editorial Espasa-Calpe, edición en que las Canciones de niños pasaron a ser casi escolares y que dan cuenta de la importancia que la poeta siempre atribuyó a este libro, que no solo pretendía entretener y educar a los niños por medio de la poesía, sino que también llamar la atención de los adultos respecto de su responsabilidad en la educación de sus hijos, y en particular su responsabilidad con aquellos niños que vivían en situación de abandono.

## Temática del libro
Ternura fue escrito originalmente como una reacción a la poesía escolar de la década de 1920 y que en nada satisfacía a la autora. En palabras de Mistral:
"He querido hacer una poesía escolar nueva, porque la que hay en boga no me satisface; una poesía escolar que no por ser escolar deje de ser poesía, que lo sea, y más delicada que cualquier otra, más honda, más impregnada de cosas de corazón, más estremecida del soplo del alma."
En un proceso de reelaboración sostenido, esta poesía escolar fue nutriéndose de otros temas humanos, geográficos y divinos. Como toda la obra de la poeta, Ternura está colmada del sentido moral y religioso que ella ponía en la enseñanza. De acuerdo a Palma Guillén: 
"La maestra debía (...) enseñar el amor a la Creación, la hermandad y la paz entre los hombres y la unión con Dios. (...) [Y mientras ella] enseñaba a leer y a cantar y a jugar, trataba de despertar en ellos [los niños], a través de la canción y la poesía, el amor al bien y a la belleza, y sobre todo el ritmo profundo que une todo lo creado.
Este género de poesía que expresa la delicadeza, el juego, la fantasía, el animismo de la naturaleza, lo sobrenatural y trascendente, y el amor necesitado de protección de hijo y madre, parece vincular a la autora con los aspectos más amables de su existencia: su relación amorosa con los niños y con la naturaleza, el hacerse ella misma niña, ensimismada en la recuperación de su propia infancia. Pero Ternura no está exenta del dualismo agónico que caracteriza la escritura mistraliana, solo que el lado positivo es aquí, excepcionalmente, el dominante. Contrariamente a lo que sucede en Desolación, aquí el bien se impone, incluso a la muerte, por las virtudes del poema-canción, del coloquio diurno y nocturno de la madre, con su alma, con su hijo y con la Madre Tierra.
La maternidad como fuente de poesía marca el carácter general del libro. Sus poemas cantan el gozo de la maternidad, la maravilla del hijo, su gracia, la armonía de la tierra y las criaturas. Después del desfogue de la tremenda energía pasional de Desolación, esta segunda obra nos revela la vitalidad potente, el ansia de dicha inocente y la espiritualización de la voluptuosidad de antaño, que es la ternura.

## Secciones
Ternura, en su edición definitiva, se divide en siete secciones: “Canciones de cuna”, “Rondas”, “La Desvariadora”, “ Jugarretas”, “Cuenta-mundo”, “Casi escolares’’ y “Cuentos”, además de contar con una sección explicativa llamada "Colofón con cara de excusa". Cada sección consta de diversos poemas y gira en torno a una temática. Siguiendo el análisis de Borda-Malo Echeverri:
- Canciones de cuna: Compuesta de 33 poemas de textura romancera en general: "Meciendo”, “La Tierra y la Mujer”, “Hallazgo”, “Rocío”, “Corderito”, “Encantamiento”, “Suavidades”, “Yo no tengo soledad”, “Apegado a mí”, “La noche”, “Me tuviste”, "Dormida”, “Con tal que te duermas”, “Arrorró elquino”, ”Dos canciones del Zodiaco: Virgo, Taurus”, “Canción quechua”, “La Madre triste”, “Canción amarga”, “El establo”, “Semilla”, “Niño rico”, “Niño chiquito”, “Sueño grande”, “Canción de la sangre”, “La ola del Sueño”, “Canción de pescadoras”, “Arrullo patagón”, “Canción de la Muerte”, “Mi canción”, “Niño mexicano”, “Botoncito”, “La cuna” y “Estrellita”. Son una exaltación de la maternidad y diálogo amoroso entre madre e hijo. La inspiración más directa de la poeta fue su experiencia concreta y familiar de los juegos de niños, los corros aldeanos y bailes infantiles y los cantos maternos.[12] A pesar del arraigado optimismo espiritual de la sección, hay latentes y explícitas experiencias de dolor. El universo absorbente de dolor propio de Desolación, atenuado por las últimas rondas pacifistas llenas de espiritualidad, queda en el trasfondo de Ternura.[15]
- Rondas: Contiene 20 rondas, poemas pioneros del género infantil: “Invitación”, “¿En dónde tejemos la ronda?”, “Dame la mano”, “La margarita”, “Ronda de los colores”, "La Ronda del Arco-iris”, “Tierra chilena”, “Los que no danzan”, “La ronda de la Paz”, “Jesús”, “Ronda de la ceiba ecuatoriana”, “Todo es ronda”, “El corro luminoso”, “Ronda de los metales”, “Ronda de los segadores”, “Ronda argentina”, “Duerme, duerme niño cristiano”, “La Ronda de los aromas”, “Ronda cubana” y “Ronda de fuego”. En toda la sección aparecen motivos unificantes: el motivo de la donación, muy relevante y ligado a las fuerzas generosas y el de bondad, que es posible atribuir a los niños y a los entes naturales. Se postula así, una especie de abnegado idealismo que cuaja en el gesto abierto del amor.[16]
- La Desvariadora: Consta de 8 poemas cuya temática (el desvarío, la alucinación y la sabia locura) impregna en gran medida las siguientes obras de la autora: “La Madre-Niña”, “Que no crezca”, “Encargos”, “Miedo”, “Devuelto”, “La nuez vana”, “Bendiciones” y “La cajita de Olinalá”.
- Jugarretas I: Compuesta de 5 poemas de lenguaje infantil y ritmo de niño: "La pajita", "La manca", "La rata", "El papagayo" y "El pavo real".
- Cuenta-mundo: Esta sección pone muy en alto la originalidad creadora de Gabriela Mistral, quien descubre su carisma de contadora o "cuentera" del mundo y sus maravillas, cual compañera niña de los niños.[17] Consta de 18 poemas: “La Cuenta-Mundo”, “El aire”, “La luz”, “El agua”, “El Arco iris”, “Las mariposas”, Animales”, “La fruta”, “La piña”, “La fresa”, “La montaña”, “Alondras”, “Trigo argentino”, "Pinar", “Carro del Cielo”, "Fuego", “La Casa” y “La Tierra”.
- Casi escolares: Contiene 21 poemas, creados con una veneración a la conciencia de los niños, son la mejor credencial de la autoridad espiritual y moral de Mistral y de su alma pedagoga: “Piececitos”, “Manitas”, “Echa la simiente”, “Nubes blancas”, “Mientras baja la nieve”, “Promesa a las estrellas”, “Caricia”, “Dulzura”, “Obrerito”, “Plantando el árbol”, “Plegaria por el nido”, “Doña Primavera”, “Verano”, “El Ángel Guardián”, “A Noel”, “Himno de las Escuelas ‘Gabriela Mistral’”, “Himno al árbol”, “El Himno cotidiano”, “Hablando al Padre”, “Romance de Nochebuena” y Canción del Maizal”.
- Cuentos: Última sección de este libro mágico, conformado por 3 cuentos poetizados: "La Madre Granada", "El Pino de Piñas" y “Caperucita Roja”. Este último poema es una parábola del mundo adulto, mundo rapaz y sagaz que cercena el alma infantil soñadora que alienta siempre en todo ser humano, y del cual solo quien mantiene su alma niña e inocente podrá escapar.[18]